# Lophoceros fasciatus
El toco blanquinegro (Lophoceros fasciatus) es una especie de ave bucerotiforme de la familia Bucerotidae adaptada a los medios selváticos africanos; se extiende desde Senegal y Golfo de Guinea hasta Angola y Uganda.

## Subespecies
Se reconocen dos subespecies:
- Lophoceros fasciatus semifasciatus (Hartlaub, 1855) - de Senegambia hasta el este del río Níger. Algunos, como la IUCN, lo consideran una especie plena.[5]
- Lophoceros fasciatus fasciatus (Shaw, 1812) - desde Nigeria (al oeste del río Níger) hasta Angola, República Democrática del Congo y Uganda.

## Galería

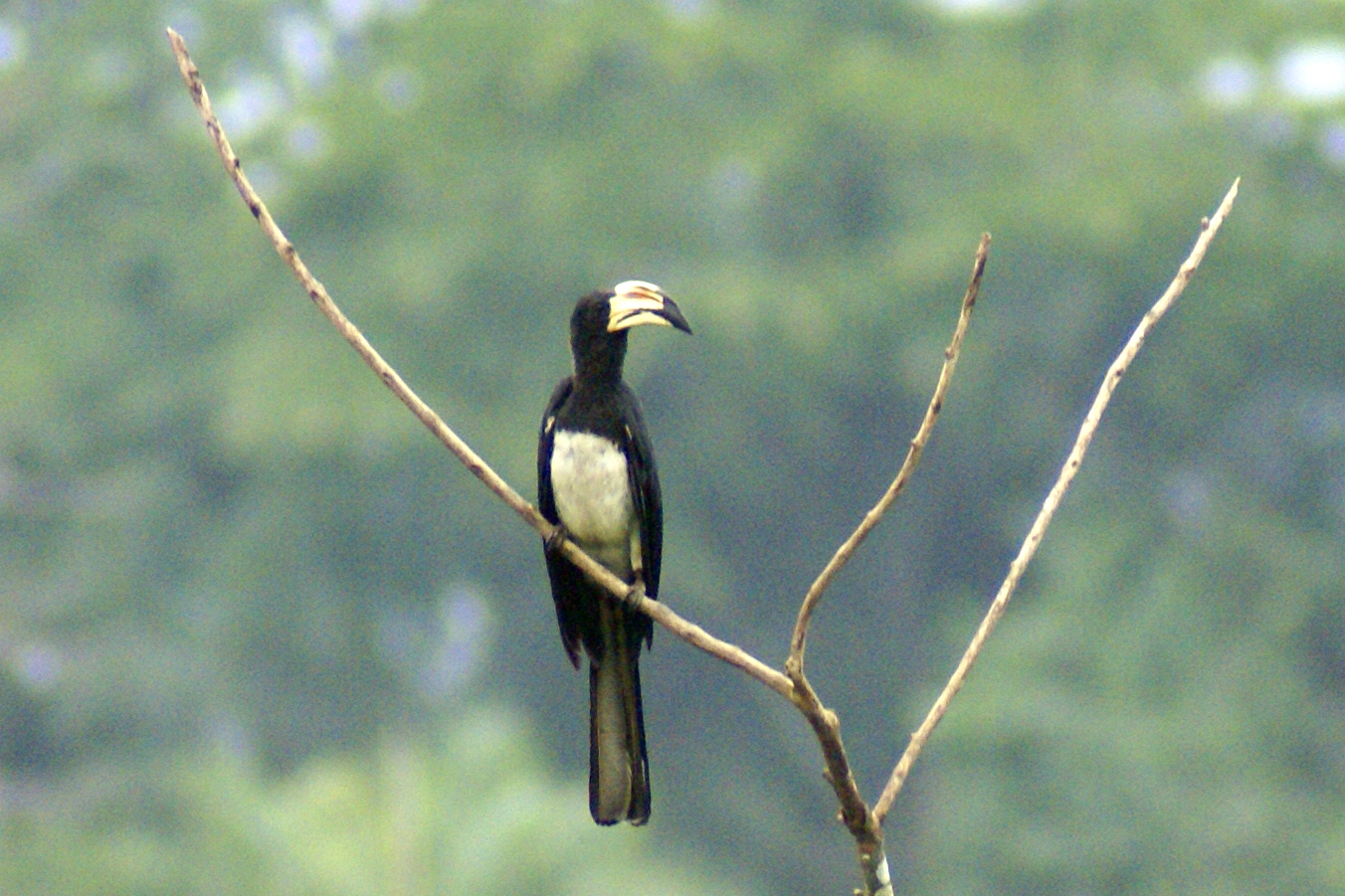
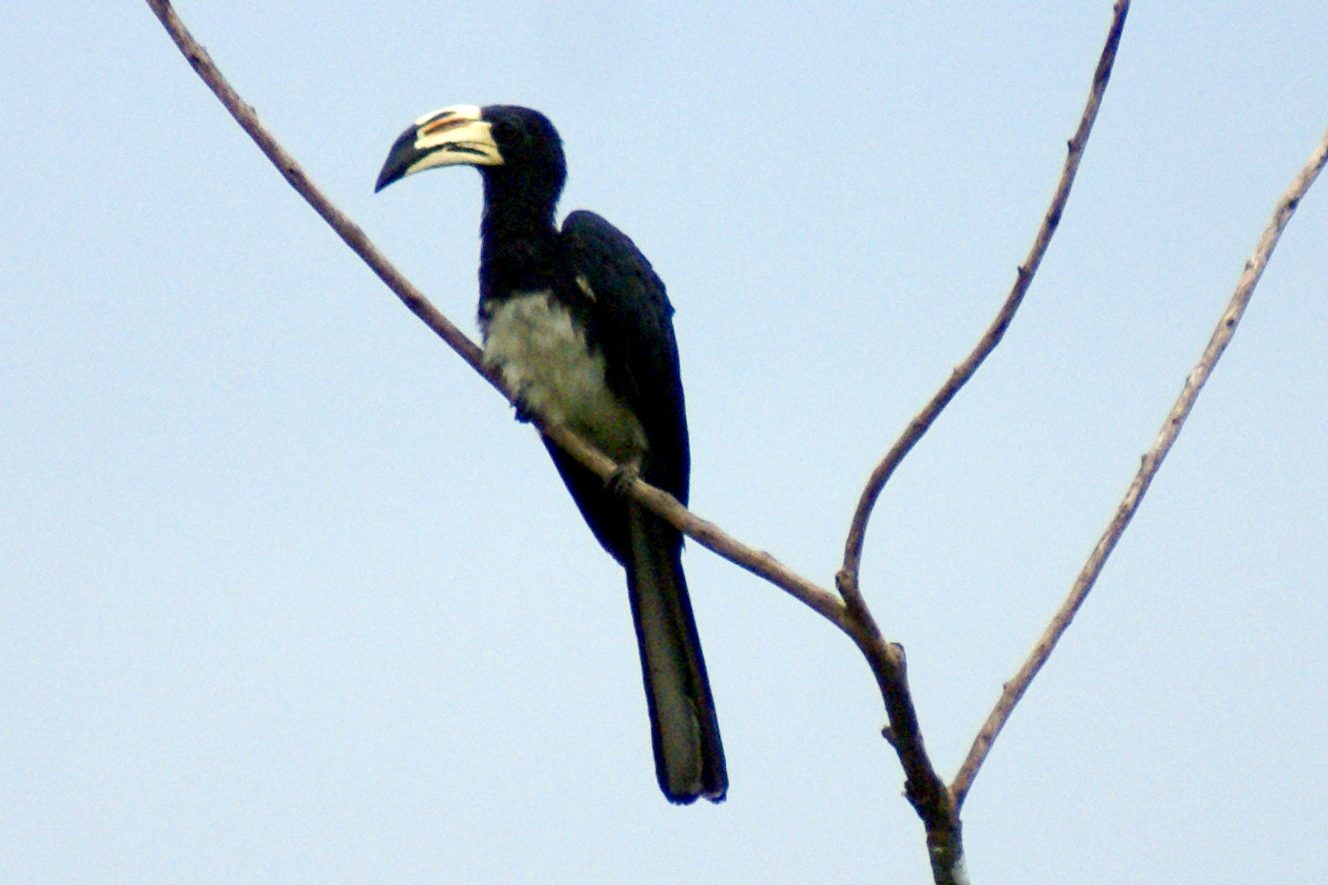
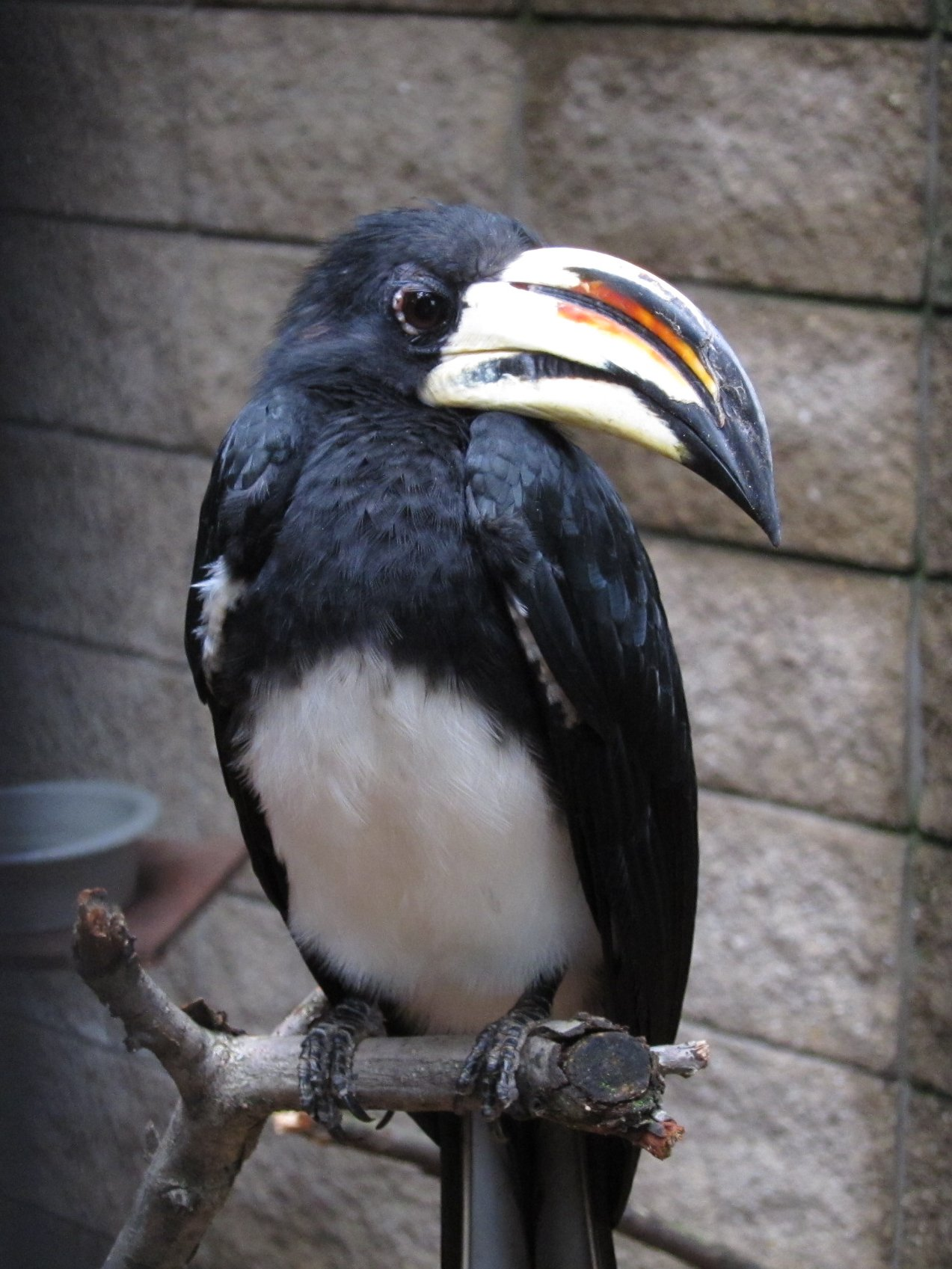